# Footfall
Footfall (Voetval, 1985) is een sciencefictionroman geschreven door Larry Niven en Jerry Pournelle. Het boek beschrijft een buitenaardse invasie door een kudde olifantachtige aliens, de Fithp. De geopolitieke context is die van de Koude Oorlog. De Sovjet-Unie is daarom in het boek (nog) een grote mogendheid met een sterke aanwezigheid in de ruimte.
Het boek was genomineerd voor een Hugo Award.

## Het verhaal
De Fithp arriveren vanuit Alpha Centauri in het zonnestelsel in een gigantisch moederschip voorzien van een Bussard-collector. Fithp lijken op baby-olifanten, ongeveer zo groot als een paard, met een slurf die zich vertakt tot acht "vingers". Deze "vingers" gebruiken ze voor de fijnere motoriek. Hierdoor rekenen de Fithp met een achttallig stelsel. De Fithp bezitten superieure technologie, waaronder laserkanonnen, lightcrafts en de mogelijkheid meteorieten op een planeet te laten neerstorten. Deze technologie blijken ze grotendeels niet van zichzelf te hebben, maar was reeds uitgevonden door een ouder ras dat hun planeet bewoonde en later is uitgeroeid. De Fithp, waarschijnlijk ooit door dit oudere ras gehouden als huisdieren, ontwikkelden zich verder en leerden uiteindelijk via inscripties van dit oude ras hun techniek begrijpen.
Het verhaal wordt verteld vanuit het oogpunt van zowel Amerikaanse en Russische burgers en militairen als vanuit het oogpunt van de overlevenden van Kosmograd die nu gevangenzitten op het moederschip. Ook komt langzaam de mentaliteit van de Fithp naar voren, die verschilt van die van de mensen en de oorzaak is van een aantal miscommunicaties en misvattingen van beide zijden.
De Fithp zijn typische kuddedieren met een sterke groepsmentaliteit. Als twee kudden op hun thuisplaneet een oorlog uitvochten, eindigde dit met volledige overgave door de verliezer. Hun kuddeleden gaven zich over door op hun rug te liggen waarna de winnaars hun voet op de borst van de verliezers zetten. De verliezers waren hiermee ingelijfd in de winnende kudde. Ze verwachtten hetzelfde van de aardbewoners: de Aarde zou aangevallen en overwonnen worden, waarna de mensheid zou worden opgenomen in de Fithpkudde. Daarom konden ze niet begrijpen dat de aardbewoners hen vreedzaam trachtten te benaderen. In een ruimtestation, Kosmograd, worden de Russische kosmonauten en een U.S. Congreslid tot hun stomme verbazing meteen aangevallen en gevangengenomen, terwijl ze slechts contact wilden maken. Voor de Fithp is deze handelwijze echter geheel normaal: er wordt gevochten tot een van de twee kudden zich overgeeft. Zelf zijn de Fithp nazaten van een kudde die van de moederplaneet verbannen was om te voorkomen dat de grootste kudden hun beschaving in een wereldoorlog zouden vernietigen.
De Fithp vernietigen eerst de Russische en Amerikaanse satellieten, en vallen vervolgens militaire installaties aan, met name luchtmacht- en raketbases. Een landing in Kansas volgt. Dit blijkt echter een vergissing. De Amerikanen en Russen slaan de handen ineen tegen de Fithp, en gebruiken atoomwapens om ze uit Kansas te verjagen. Dit hadden de Fithp namelijk om 2 redenen niet voorzien. Ze hadden niet verwacht dat twee rivaliserende machten zouden samenwerken (rivaliserende Fithpkudden doen dit immers ook niet, hooguit neemt de winnende kudde de leden van de verliezende kudde op). Bovendien hadden ze niet voorzien dat de mensen bereid waren hun eigen land radioactief te besmetten om de Fithp te verjagen, wat in de ogen van de Fithp uitermate barbaars is. Gefrustreerd over deze mislukking besluiten de Fithp de Voet in te zetten.
De Voet is een planetoïde, die de Fithp met opzet op de aarde laten neerstorten. Dit veroorzaakt enorme tsunami's, die de dichtbevolkte kuststroken wegvagen. De Fithp landen vervolgens in Zuid-Afrika, en rukken op naar het noorden.
De Amerikanen beginnen in het diepste geheim aan de bouw van een Orion, een door atoombommen voortgedreven ruimteschip. Ze noemen het ruimteschip de Michael, naar de aartsengel Michaël die de duivel uit de hemel verjoeg. De Michael wordt gelanceerd op het moment dat de Fithp-troepen al in Centraal-Afrika staan. De Michael verslaat de kleinere "cijferschepen", en valt uiteindelijk het moederschip aan. De Fithp, geconfronteerd met de mogelijkheid dat hun moederschip vernietigd kan worden, capituleren.